# Reverse bungee
 (avril 2016).
Si vous disposez d'ouvrages ou d'articles de référence ou si vous connaissez des sites web de qualité traitant du thème abordé ici, merci de compléter l'article en donnant les références utiles à sa vérifiabilité et en les liant à la section « Notes et références ».

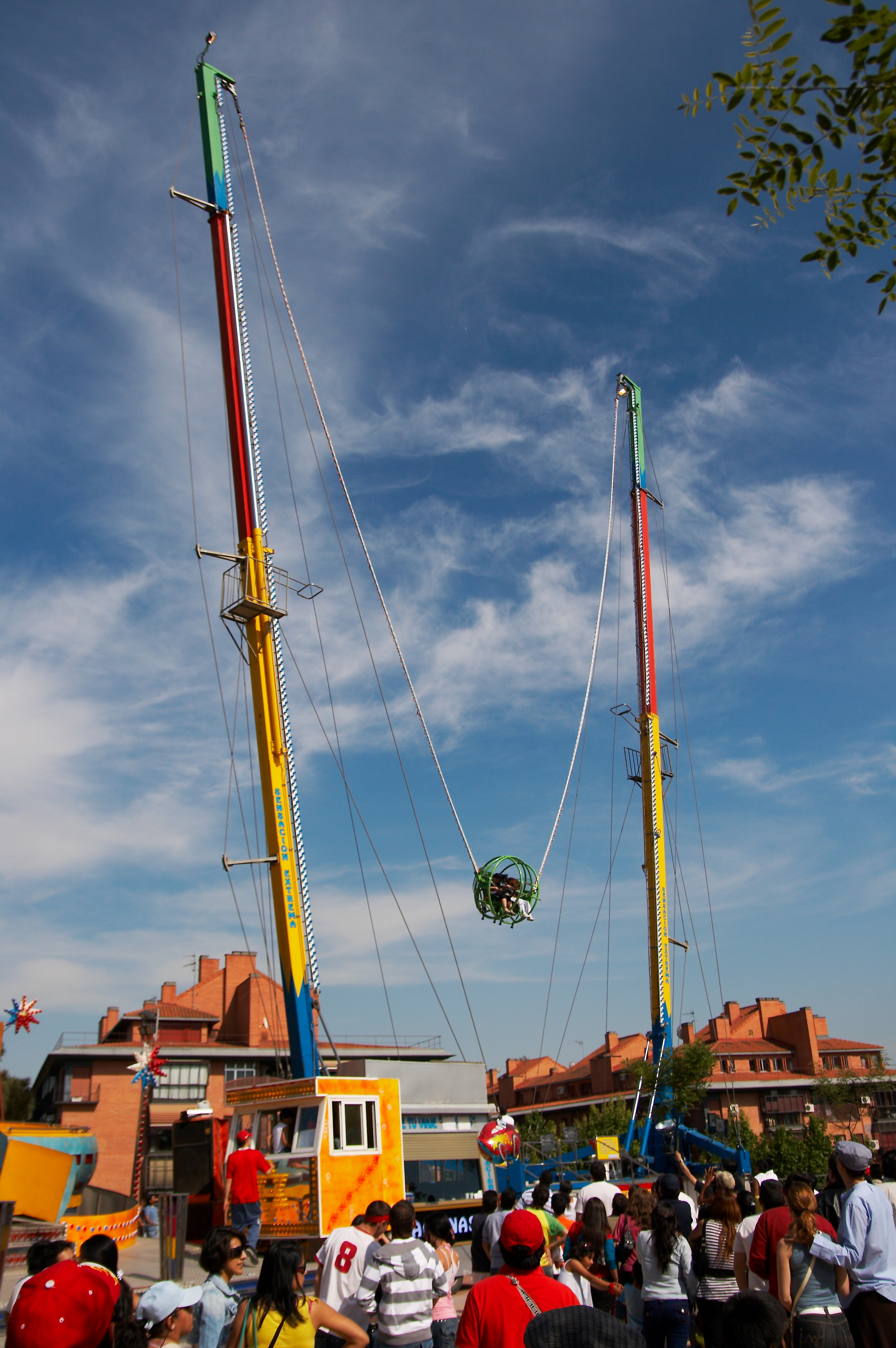
Power Shot dans une fête foraine de Madrid

Reverse bungee (également connu sous le nom de catapult, Power Shot ou ejection seat) est un type moderne d'attraction foraine inventé par Troy Griffin vers 1978. Le manège a fait des adeptes et est maintenant l'un des manèges les plus connus. De nombreuses installations utilisent également une caméra montée à l'envers qui enregistre les passagers pendant leur expérience, généralement disponible à l'achat après avoir terminé l'attraction.
Les manèges à reverse bungee fonctionnent dans les parcs d'attractions et comme attractions autonomes. En raison de la capacité limitée de l'attraction, la plupart des installations font l'objet d'un supplément et nécessitent une entrée séparée dans le parc concerné.
Les manèges reverse bungee sont fabriqués par plusieurs sociétés différentes. L'une des plus importantes est le manège SlingShot de la société autrichienne Funtime. 

## Concept et opération
Le manège se compose de deux tours à portique télescopique montées sur une plate-forme, qui acheminent deux câbles élastiques vers une voiture de passagers pour deux personnes construite à partir d'une sphère ouverte en acier tubulaire. La voiture est fixée à la plate-forme par un verrou électromagnétique lorsque les cordes élastiques sont tendues. Lorsque l'électroaimant est désactivé, la voiture est catapultée verticalement avec une force g de 3 à 5, atteignant une altitude comprise entre 50 mètres (164 ft) et 80 mètres (262 ft).
La sphère du passager est libre de tourner entre les deux cordes, ce qui offre aux passagers un parcours chaotique et désorientant. Après plusieurs rebonds, les cordes sont détendues et les passagers sont redescendus en position de lancement. 

## Variante: benji-ejection
Par extension, plusieurs parcs de loisirs développèrent Benji-ejection, basé sur le même principe, mais où c'est la personne, fixée par un harnais à un ensemble d'élastiques réglables, souvent situés entre deux arbres en forêt, qui est elle-même directement propulsée vers le haut à une hauteur allant jusqu'à 23 mètres.
Benji-ejection est souvent regroupé avec les parcours aventure en forêt, sauts à l'élastique ou autres loisirs d'adrénaline des bases de loisirs.
Le passager est durant la phase de tension des élastiques, retenu au sol cette fois mécaniquement par une goupille de maintien qui s'ouvre subitement par un simple levier déclenché manuellement via une cordelette.